# 영동역 유조열차 탈선 사고
영동역 유조열차 탈선 사고(永同驛油槽列車脫線事故)는 1973년 8월 12일 오전 4시 43분 경, 승무원의 졸음 운전으로 인하여 과속으로 운행중이던 열차가 탈선 전복하여 화재가 난 사고이다.

## 사고 개요
장생포역을 떠나 서울역으로 가던 제1042 화물열차(기관차까지 총 33량)가 약 85km/h의 속도로 영동역에 진입 중 탈선 전복되었다. 사고열차는 설탕과 벙커C유를 싣고 있어 화재가 발생했다. 불길은 인근 계산1리 마을로 번져 인근 대전, 청주, 김천 등지에서 소방차가 출동하여 진화작업을 벌였으나 유류 화재였던 관계로 진화가 잘 되지 않아 특수 소화액을 동원하여 사고로부터 9시간여만인 14시 경에 겨우 진화되었다. 이 사고로 32명이 사망하고 10명이 실종, 9명이 부상당했고 241명의 이재민이 발생했다. 경부선은 사고 19시간여만인 13일 0시가 넘어 복구되었고 0시 45분에 부산발 제164 열차가 최초로 사고 구간을 통과했다.

## 사고 원인
당시 영동역 ~ 황간역 구간은 상행선 선로 보수작업으로 인하여 하행선만으로 단선 운행을 하고 있었는데, 해당 구간을 반대선으로 주행해 온 1042열차는 기관사의 졸음 운전으로 운전시간 7분으로 설정되어 있는 해당 구간을 4분만에 오는 과속 운행을 하고 있었다. 1042열차가 반대선 운행이 끝나는 영동역에 진입하면서 정상진로인 상행선으로 넘어가는 과정에서 곡선인 건넘선을 과속주행하여 원심력으로 탈선하였고 벙커C유가 인화되었다.